# رأس المال الجريء
رأس المال الجريء (بالإنجليزية: venture capital)‏ (المعروف أيضا باسم رأس المال المغامر أو رأس المال المُخاطر) هو فئة فرعية واسعة من الأسهم الخاصة التي تشير إلى جعل الاستثمار في الأسهم، وعادة في الشركات الصغيرة، للتنمية في وقت مبكر، أو التوسع في النشاط التجاري. وفي الاستثمارات التي تحتوى على مخاطرة، يتم تطبيق تكنولوجيا جديدة، ومفاهيم جديدة للتسويق ومنتجات جديدة لم يتم التأكد منها.
ويقسم رأس المال الجريء في كثير من الأحيان على مراحل التنمية في الشركة بدءا من رأس المال في مرحلة مبكرة ويستخدم للبدء في إنشاء شركات لمرحلة متأخرة ونمو رأس المال التي غالبا ما تستخدم لتمويل التوسع في الأعمال التجارية القائمة التي يتم توليد الدخل وقد لا تكون مربحة أو توليد التدفق النقدي لتمويل النمو في المستقبل.
ويطور رجال الأعمال المنتجات والأفكار التي تحتاج إلى رأس مال أساسي في المراحل التشكيلية من دورات حياة الشركات. والعديد من أصحاب المشاريع ليس لديهم ما يكفي من الأموال لتمويل المشاريع نفسها، ولذلك يجب البحث عن تمويل خارجي. والمشروع الرأسمالي في حاجة إلى تحقيق عوائد عالية للتعويض عن مخاطر هذه الاستثمارات مما يجعل المشروع مصدر تمويل لرأس المال بالنسبة للشركات. ويعتبر رأس المال الجريء هو الأكثر ملاءمة للأعمال التجارية مع المتطلبات الكبيرة لرأس المال التي لا يمكن تمويلها عن طريق بدائل أرخص ثمنا مثل الديون. وعلى الرغم من أن رأس المال الجريء غالبا ما يكون أكثر ارتباطا بالتكنولوجيا سرعية النمو ومجالات التكنولوجيا الحيوية، فإنه يستخدم لبعض الأعمال التقليدية .

## التمويل
يختلف رأس المال الجريء اختلافاً جوهرياً عن الائتمان أو القرض، حيث انه في الحالة الأولى يمتلك الدائن الحق بالمطالبة بماله بغض النظر عن حالة الشركة أو استقرارها المالي، بينما بالمقابل، فإن المستثمر في رأس المال الجريء قام بالاستثمار في الشركة وحصل على حصة فيها، وبذلك فان عوائده تعتمد بشكل كامل على نمو المشروع وقدرته على تحقيق الارباح.
يحصل بالعادة المستثمر في رأس المال الجريء على عوائدة عندما يصل المشروع الريادي إلى مرحلة الخروج (بيع المشروع الريادي) وذلك ببيع حصته من المشروع إلى شخص آخر.
عادةً ما يكون المستثمرون في رأس المال الجريء شديدي الانتقائبة عند اختيارهم للمشروع الذي يريديون الاستثمار فيه، وبحكم التجربة فان المستثمر في رأس المال الجريء يستثمر في مشروع من اصل اربعمئة مشروح يطرح عليه، فهو يستثمر في المشروعات نادرة الوجود، والتي غفل عنها غيره من المستثمرين مثل المشروعات ذات التكنولوجيا الثورية، أو ذات الفرصة الكامنة، أو التي تمتلك طاقم إدارة متميز. من بين هذه المشاريع يميل المستثمر في رأس المال الجريء إلى الاستثمار في المشاريع التي يتوقع لها فرصة نجاح ونمو كبيرة، لأنها تمتلك فرصة أكبر في در العائدات المالية أو في قيمة مالية كبيرة عند مرحلة الخروج خلال الفترة التي يقدرها المستثمر في رأس المال الجريء، والتي تتراوح بالعادة بين ثلاث إلى سبع سنين.

## منشآت رأس المال الجريء

### المستثمرين في رأس المال الجريء
المستثمر في رأس المال الجريء هو شخص أو شركة استثمارية تستثمر في الشركات الريادية برأس مال مخاطر، ويتوقع اصحاب المشاريع الريادية المساعدة الإدارية والفنية من المستثمرين في رأس المال الجريء بالإضافة إلى تزويدهم برأس المال.
ان أحد المهارات الجوهرية لدى المستثمرين في رأس المال الجريء هي مقدرتهم على تمييز التكنولوجيات الثورية والتي تمتلك فرصة كامنة وقادرة على در عائدات في مراحل مبكرة عن غيرها، وكذلك فان أحد المهارات الأساسية هي المهارات الإدارية، حيث أن المستثمر يجب أن يكون لديه القدرة على المساعدة في إدارة المشاريع الريادية في المراحل الأولى من عمرها، ان هذه المهارات هي من تميز المشتثمرين في رأس المال الجريء عن غيرهم من مشتري الحصص في المشروع.

### انواعها
تختلف الشركات الريادية عن غيرها بالنهج الذي تنتهجه في الاستثمار. فهناك عدة عوامل تحكم هذا الموضوع، وكل منشئة استثمارية تعمل في مجال رأس المال الجريء هي حالة بحد ذاتها.
- حالة المشروع الريادي: بعض المستثمرين في مجال رأس المال الجريء يميلون للاستثمار في الأفكار الجديدة، أو المشروعات حديثة النشأة، بينما يميل البعض الآخر للاستثمار في المشاريع المؤسسة مسبقاً والتي تحتاج إلى مساعدة كي تتوسع بأعمالها
- بعض المستثمرين في رأس المال الجريء يستثمرون في نوع واحد من الصناعات
- بعض المستثمرين يفضلون العمل في المجال المحلي وبعضهم يعمل في المجالين المحلي والعالمي
- تختلف توقعات المستثمرين بالعادة، فبعضهم يريد شهرة سريعة للمشروع وبالتالي تحقيق نمو سريع له أو بيعه "الخروج"
- مقدار المساعدة التي يمكن للمستثمرين في رأس المال الجريء تقديمها يختلف من مستثمر لآخر.

### الحاجة لها
هناك العديد من رواد الأعمال وغيرهم من الأشخاص العاديين ممن يأتون بأفكار لامعة ولكن يفتقرون إلى رأس المال لبدأ مشروعهم، ان دور المستثمرين في رأس المال الجريء هو تسهيل هذه العملية وتمكين هؤلاء الأشخاص من بدأ مشروعهم.
و رغم وجود علاقة ملكية بين المستثمر في رأس المال الجريء وبين صاحب المشروع، إلا أن اهتمامهم المشترك في انجاح المشروع يساهم في زيادة دافع المنظمة لتحقيق الربح.
و بحكم طبيعة عمل المستثمرين في رأس المال الجريء واستثمارهم في عدد كبير من المشاريع، فلابد انهم قد استثمروا بمشاريع مماثلة من قبل، الأمر الذي يجعلهم أكثر علماً ودرايةً بهذه المشاريع، ان هذه المعرفة الناتجة عن الخوض في مشاريع سابقة ناجحة وفاشلة تجعلهم على دراية وعلم بما يصلح للسوق وكيفية انجاحه وما لا يصلح للسوق. وبالتالي فان هذه المعرفة تساعد المشاريع الريادية وتعزز فرص نجاحها

## اقرأ أيضًا
- اندماج واستحواذ.
- شركة ناشئة.
- أشخاص بالساعة.